# Cantando dietro i paraventi
Cantando dietro i paraventi è un film del 2003 scritto e diretto da Ermanno Olmi, ambientato nella Cina Imperiale e ispirato alla vera storia della piratessa Ching. In Italia è arrivato nelle sale cinematografiche il 24 ottobre 2003.

## Trama
La pellicola comincia in Cina con un giovane studente che per errore viene condotto in un teatrino fuori mano dove durante lo spettacolo è possibile ottenere prestazioni sessuali. La rappresentazione teatrale si apre con un monologo di un vecchio capitano di vascello dall'accento spagnolo sul fascino della pirateria, fino ad arrivare al racconto delle vicende di Ching, piratessa ai tempi della Cina Imperiale.
Ching è la moglie di un temuto ammiraglio pirata che tormenta le coste cinesi mettendo a ferro e fuoco i villaggi, nonostante le drastiche misure prese contro di lui dai funzionari imperiali. Una notte il marito viene avvelenato ed ucciso a tradimento dai suoi finanziatori, offesi per la sua disponibilità a collaborare con l'imperatore. Incapace di accettare la morte del marito Ching decide di indossare l'armatura del pirata e di continuare la sua opera di scorribande per tenere alto l'onore della figura offesa da un gesto così vigliacco. Ad affiancarla nella guida della flotta pirata vi è lo stesso capitano andorrano che fa da narratore nel teatro. Le gesta della piratessa le fanno guadagnare una grande fama per i mari della Cina ma le sue azioni intaccano la stessa collaborazione che il defunto compagno intendeva stipulare con il governo cinese. Al tempo stesso introduce nuove regole di comportamento e rispetto delle merci saccheggiate e delle donne rapite.
Alla morte del vecchio imperatore, il figlio Kai Qing appena asceso al trono, affida al supremo ammiraglio Kwu Lang il compito di combattere la piratessa. La flotta imperiale attacca i pirati in uno scontro notturno ma viene sconfitta dalle forze di Ching e l'ammiraglio Kwu Lang si toglie la vita per lavare il disonore subito. Il comando supremo delle flotte imperiali passa nelle mani di Thin Kwei, stretto parente dell'imperatore, ed il governo prepara una grande armata per attaccare e distruggere la vedova Ching. Le navi dei pirati vengono circondate da un gran numero di vascelli guidati dall'ammiraglia imperiale. Nel corso della notte uno dei comandanti delle tre navi pirata in cambio di privilegi per lui e per il suo equipaggio diserta il comando di Ching e raggiunge a nuoto la flotta imperiale.
Dopo avere ammainato le vele e non mostrando intenzione di attaccare, dalle navi della flotta ostile si levano in cielo degli aquiloni che riportano sulle loro ali dei messaggi per la piratessa secondo un'antica tradizione: ogni singolo aquilone riporta sulle proprie ali i frammenti di un messaggio riguardante un'antica favola cinese, con la quale l'imperatore chiede alla vedova Ching di arrendersi senza combattere. Sentendosi ormai sconfitta, vista la disparità delle forze a confronto, Ching decide di arrendersi al nemico deponendo l'armatura, buttando nel mare la spada e consegnandosi in abiti femminili agli imperiali per risparmiare al proprio equipaggio un inutile conflitto. Sull'ammiraglia imperiale incontra l'imperatore che le chiede perché combattere essendo il perdono più forte della legge.
Si ritorna nella realtà del teatro dove il narratore spiega l'epilogo della storia in cui tutti i mari da quel giorno conobbero la pace, gli uomini non ebbero più bisogno di armi per combattere e i giorni vennero rallegrati dalle voci delle donne che cantavano dietro i paraventi.

## Soggetto e sceneggiatura
La sceneggiatura del film si riferisce a documenti conservati negli archivi di Pechino: “Memorie concernenti il Sud delle montagne Meihling” ed all'opera del poeta cinese Yuentsze Yunglun dedicata alla “Piratessa Ching” pubblicata a Canton nel 1830. All'inizio del film il narratore precisa l'anno in cui si svolgono le vicende, il 1797.
Una molto probabile fonte di ispirazione potrebbe essere stata il racconto scritto da Jorge Luis Borges "La viuda Ching, pirata (Un pirata: la vedova Ching)" contenuto nella raccolta Storia universale dell'infamia, anch'esso probabilmente basato su quei documenti. In questo caso, le possibili questioni che ne sarebbero conseguite, relative al problema del diritto d'autore, avrebbero impedito che venisse citato nei crediti.
La scelta del regista è di non incentrare la storia sul materiale canonico di un film di pirateria (assalti, arrembaggi, combattimenti, ecc.) a favore di una migliore rappresentazione della realtà storica. Per fare questo Olmi decide di affidarsi al filo conduttore della narrazione, messa in atto in un teatro che racconta la storia principale vista anche da un disorientato ragazzo capitato lì per caso, che segue la storia turbato dal piacere dei sensi, accompagnato da una raffinata prostituta che ha le stesse fattezze della vedova Ching. Tale visione accompagna anche lo spettatore e lo immerge con gentilezza nei meccanismi del film. Punti di incontro tra realtà e finzione sono gli attori del teatro che al tempo stesso sono i protagonisti della vicenda come delle maschere di se stessi.
Il risultato per la critica è un lavoro dal contenuto pesante e non immediato per la stragrande maggioranza del pubblico, ma che alla fine è apprezzato risultando essere secondo le recensioni degli esperti l'ennesimo capolavoro del regista italiano.

### Luoghi
Le coste cinesi sono state ricostruite girando gli esterni sul lago di Scutari, in Montenegro e facendo ricorso alla tecnologia digitale (soprattutto per le scene della flotta imperiale). Molti gli esperti che hanno ritenuto che il paesaggio non rendesse giustizia alla splendide coste cinesi e che la decisione di girare nei Balcani sia stata un passo falso del regista.
Il resto delle riprese è stato girato nei Roma Studios (ex Dinocittà).

## Musica
Il brano musicale In Pace, in canto di Fabio Vacchi che si ascolta all'interno del film è cantato dal soprano Alda Caiello con l'Orchestra dell'Università degli Studi di Milano diretta da Alessandro Crudele. Le registrazioni si sono svolte all'Auditorium di Milano, elaborazione elettronica di Agon.
Nel corso del film sono presenti diverse canzoni tradizionali cinesi.

## Personaggi principali
- Vecchio capitano andorrano (Bud Spencer): ha il doppio ruolo di narratore della storia e di guida della vedova Ching poiché le dona il suo grande bagaglio di esperienza per aiutarla a condurre quella che fu la flotta del defunto marito.
- Vedova Ching (Jun Ichikawa): una donna che coniuga in se stessa la tenacia di una vedova che vuole proseguire l'opera del marito ed un fascino misterioso e seducente.

## Riconoscimenti
Il film è riconosciuto come d'interesse culturale nazionale dalla Direzione generale per il cinema del Ministero dei beni e delle attività culturali in base alla delibera ministeriale del 3 aprile 2002.
Nel 2004 la pellicola ha ricevuto diversi riconoscimenti a livello nazionale ed internazionale:
- 2004 - David di Donatello
  - Migliore scenografia a Luigi Marchione
  - Migliori costumi a Francesca Livia Sartori
  - Migliori effetti speciali visivi a Ubik Visual Effects/Boss Film
  - Candidatura Miglior produttore a Roberto Cicutto e Luigi Musini
  - Candidatura Migliore fotografia a Fabio Olmi
- 2004 - Nastro d'argento
  - Miglior soggetto a Ermanno Olmi
  - Migliore fotografia a Fabio Olmi
  - Miglior scenografia a Luigi Marchione
  - Migliori costumi a Francesca Livia Sartori
  - Candidatura Regista del miglior film a Ermanno Olmi
  - Candidatura Migliore produttore a Riccardo Tozzi, Giovanni Stabilini e Marco Chimenz
  - Candidatura Miglior attore non protagonista a Bud Spencer

- 2004 - Globo d'oro
  - Globo d'oro Speciale della Giuria a Bud Spencer
- 2004 - Festival del film Locarno
  - Pardo d'onore a Ermanno Olmi
- 2004 - Premio Diamanti al cinema
  - Miglior fotografia a Fabio Olmi
  - miglior scenografia a Luigi Marchione
  - Migliori costumi a Francesca Livia Sartori